# Wildman River
Wildman River är ett vattendrag i Australien. Det ligger i territoriet Northern Territory, omkring 120 kilometer öster om territoriets huvudstad Darwin.
I omgivningarna runt Wildman River växer huvudsakligen savannskog. Trakten runt Wildman River är nära nog obefolkad, med mindre än två invånare per kvadratkilometer. Savannklimat råder i trakten. Genomsnittlig årsnederbörd är 1 696 millimeter. Den regnigaste månaden är januari, med i genomsnitt 420 mm nederbörd, och den torraste är juli, med 1 mm nederbörd.